# Andrena echizenia
Andrena echizenia är en biart som beskrevs av Hirashima och Haneda 1973. Andrena echizenia ingår i släktet sandbin, och familjen grävbin. Inga underarter finns listade i Catalogue of Life.